# 周绍良
周绍良（1917年4月23日—2005年8月21日），别名一粟，小名皓孙，男，天津人，祖籍安徽建德县（今东至县），中华人民共和国学者，红学家、敦煌学家、佛学家、文史学家、收藏家、文物鉴定专家。

## 生平
1917年4月23日他在天津三多里（今位于天津市区南京路）出生。1923年入私塾，姚慎思先生为他开蒙。受到家庭的影响，从小笃信佛教。1935年，周绍良随古文字学家唐兰和文史学家谢国桢学习古代文史。1936年肄业于北京大学历史系。1936年到1937年，在北京大学作为旁听生，以历史学家、天主教辅仁大学校长陈垣为师，学习古代文史、佛学、书画艺术。1937年到1939年，在家读书。1940年3月至8月，周绍良在云南省下关滇缅公路局公务科任科员。1949年在天津，任新业硫酸场驻军办事处主任。
1954年，周绍良任人民文学出版社第五编辑室（古籍出版社）古典文学编辑室编辑。1969年9月，在湖北省咸宁市五七干校劳动学习。1975年5月，退休於人民文学出版社。
2005年8月21日在北京病逝，享年88岁。

## 社会兼职
1980年12月，当选中国佛教协会第四届理事会理事，任中国佛教协会中国佛教图书文物馆首任馆长。1981年12月，任国务院古籍整理出版规划小组顾问。1986年3月，被聘为国家文物鉴定委员会委员，4月当选为北京市佛教协会副会长。1987年3月，当选为中国佛教协会副会长兼秘书长。1988年4月当选中国人民政治协商会议第七届全国委员会委员（宗教界）。任北京佛教音乐团团长，中国佛教文化研究所所长。1988年8月，当选为中国吐鲁番学会语言文学分会会长、中国唐史学会副会长。1992年4月，任国务院古籍整理出版规划小组顾问、文化部文物鉴定委员会委员，当选为北京市佛教协会第二、三届副会长。1993年4月当选中国人民政治协商会议第八届全国委员会委员。2003年被礼请为北京市佛教协会第四届名誉会长。

## 著作
周绍良研究重点是唐史，侧重于敦煌学。著有《绍良丛稿》、《近代文论选》、《敦煌文学作品选》、《清代名墨丛谈》、《唐代墓志汇编》、《〈唐才子〉笔证》、《〈旧唐书·地理志〉考订》、《房山石经》等。与白化文等合编《敦煌变文集补编》，主编《英藏敦煌文献（佛经以外部分）》第一、二两卷。红学编选著录的《红楼梦书录》（合编）、《古典文学研究资料汇编·红楼梦卷》、《红楼梦研究论文集》。

## 家庭
- 曾祖父：周馥，清朝两江总督、闽浙总督。
- 祖父：周学熙，实业家。
- 父：周叔迦，佛学家。